# Thomas Hertzler
Thomas Hertzler (* 2. Mai 1964 in Mülheim an der Ruhr) ist ein deutscher Entwickler von Computerspielen. Hertzler gründete das deutsche Entwicklerstudio Blue Byte.

## Leben
Hertzler absolvierte nach seinem Realschulabschluss eine Lehre als Energieanlagenelektroniker, bevor er nach dem Besuch der Fachoberschule und seinem Wehrdienst zwei Semester Elektrotechnik studierte.
Seine Entwicklerkarriere begann Hertzler 1986 als Programmierer und einer der ersten Vollzeitangestellten des deutschen Entwicklerstudios Rainbow Arts, zusammen mit Manfred Trenz und Armin Gessert. Anfang 1987 wurde er zum Leiter der Entwicklung ernannt und behielt diese Position bis Juli 1988 inne. Über Rainbow Arts erschienen die von Hertzler entwickelten Titel Sky Fighter und Street Cat, daneben portierte er Gesserts The Great Giana Sisters auf den Amiga und den Atari ST. 1988 zog das personell mittlerweile angewachsene Studio von Gütersloh zum Mutterkonzern Rushware nach Düsseldorf. Da Hertzler mit dem Studiomanagement unzufrieden war, entschied er sich gegen den Umzug und verblieb zunächst einige Monate als freier Mitarbeiter, bevor er mit seinem Kollegen Lothar Schmitt im Oktober in seiner Heimatstadt Mülheim an der Ruhr das Entwicklerstudio Blue Byte gründete.
Das erste Spiel war die von Hertzler und Schmitt gemeinsam entwickelte Tennissimulation Great Courts, das sich mit ca. 500.000 Kopien erfolgreich verkaufte und vom französischen Magazin Tilt als bestes Sportspiel 1989 ausgezeichnet wurde. Der große Erfolg setzte mit Battle Isle, das Blue Byte erstmals selbst vermarktete, und Volker Wertichs Die Siedler ein. Nach Schmitts Ausstieg führte Hertzler Blue Byte allein weiter und fungierte nach Battle Isle und Great Courts 2 hauptsächlich als Produzent. Er gründete unter anderem Zweigstellen in Großbritannien sowie den USA und versuchte beispielsweise mit einem Onlineshop (Blue Byte Direct), einer eigenen Social Community (Blue Byte Game Channel) oder Online-Spielen bzw. Spielen mit Online-Komponenten die Firma breit aufzustellen. Sämtliche Versuche, auf dem internationalen Markt Fuß zu fassen, scheiterten jedoch. Hinzu kamen Verkaufsflops wie Schleichfahrt und Incubation.
Im Februar 2001 verkaufte Hertzler schließlich Blue Byte für 26 Millionen DM an den französischen Publisher Ubisoft. Nach dem Verkauf des Studios zog Hertzler in die USA. 2013 versuchte er nochmal per Crowdfunding ein neues Spiel mit dem Markennamen Battle Isle für Smartphones zu entwickeln. Die Finanzierung war jedoch erfolglos.

## Spiele
- 1987: Sky Fighter (Amiga, Atari ST)
- 1987: Street Cat (Amiga, Amstrad CPC, Atari ST, C64, DOS)
- 1989: The Great Giana Sisters (Amiga- & ST-Portierung)
- 1989: Great Courts (Amiga, Amstrad CPC, Atari ST, Commodore 64, DOS, Lynx, SNES, ZX Spectrum)
- 1989: TwinWorld: Land of Vision (Acorn Archimedes, Amiga, Amstrad CPC, Atari ST, C64, ZX Spectrum)
- 1990: Tom and the Ghost (Amiga, Atari ST, DOS)
- 1991: Battle Isle (Amiga, DOS)
- 1991: Great Courts 2 (Amiga, Atari ST, DOS)
- 1993: Die Siedler (Amiga, DOS)
- 1994: Battle Isle 2 (DOS)
- 1995: Albion
- 1995: Battle Isle 3: Schatten des Imperators (Windows)
- 1996: Die Siedler 2 (DOS, Windows, Mac OS)
- 1996: Schleichfahrt (DOS, Windows)
- 1997: Incubation (Windows)
- 1997: Extreme Assault (DOS)
- 1998: Die Siedler III (Windows)
- 2000: Battle Isle: Der Andosia-Konflikt (Windows)
- 2001: Die Siedler IV (Windows)